# Étendard de la Crucifixion

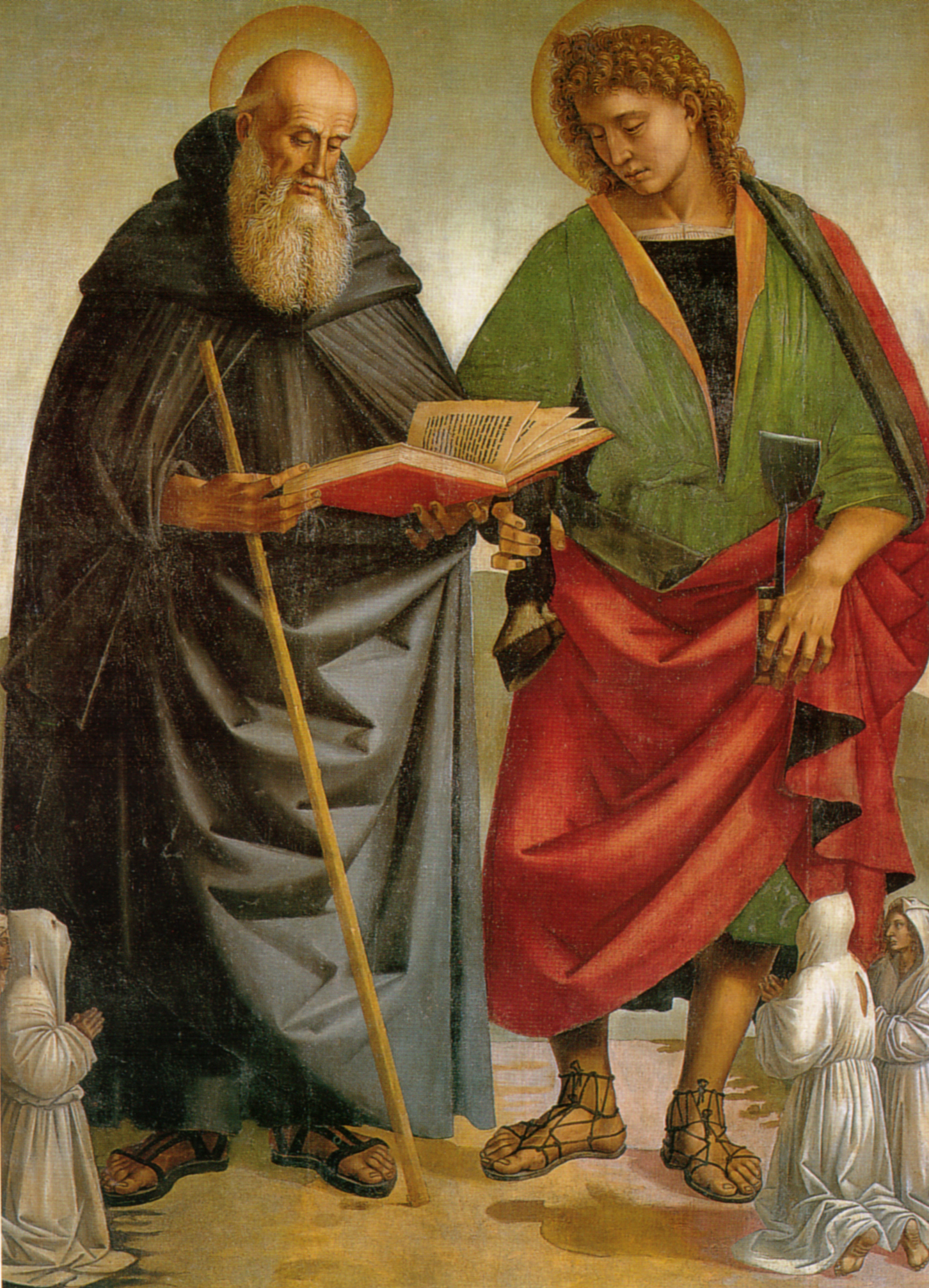
Face des Santi Antonio Abate e Eligio con quattro confratelli della Confraternita di Sant’Antonio Abate.

L'Étendard de la Crucifixion est un gonfalon peint sur toile de Luca Signorelli, datant du début  du Cinquecento, et  exposé sur l'autel de  l'église Sant'Antonio abate de Sansepolcro.

## Histoire
Cette peinture est   une bannière de procession commandée par le Borgo San Sepolcro, pour l'église Sant'Antonio abate (justifiée par la présence votive du saint sur les deux faces de l'étendard et des pénitents de la confraternité). 

## Iconographie
Peints sur les deux faces ses sujets sont :
- face principale : la Crucifixion, scène de la Passion du Christ montrant Jésus sur la croix de son supplice, entouré de figures saintes dont sa mère ;
- face envers : deux figures saintes en conversation sacrée entourée de figures de pénitents blancs (suivant la bannière lors des processions).

## Description
La Crucifixion montre le Christ en croix mort plaies saignantes et ruisselantes, simplement entouré des figures saintes de son entourage : la Vierge Marie évanouie,  les trois autres saintes Maries,  Marie Jacobé et Marie Salomé la soutenant, et Marie-Madeleine en retrait à droite ; saint Jean posté en contemplation pieuse à gauche ; la présence de saint Antoine abbé extatique tenant le montant de la croix complète l'entourage.
L'envers  répète la présence de saint Antoine abbé, tenant son bâton et le livre ouvert,  placé auprès de saint Éloi de Noyon tenant les attributs de son métier de maréchal-ferrant (pied de cheval et fer). Des (petits) pénitents blancs flagellants en orant occupent le bas de la composition.

## Analyse
La composition de la face principale du gonfalon exprime tous les préceptes de la peinture Renaissance : Cristus patiens, taille unifiée des protagonistes du premier plan proche, scènes secondaires éloignées (descente de croix et larrons crucifiés, palais), paysage fuyant agrémenté de Nature (roches, montagnes, plan d'eau, ciel et nuages). 
À noter l'aspect musculeux inhabituel du corps du Christ mort.
La perspective inversée reste encore en pratique sur l'envers de cet ustensile de dévotion processionnel où les pénitents blancs agenouillés sont de taille réduite par rapport aux figures saintes des intercesseurs.